# Pallidepidosis adunca
Pallidepidosis adunca är en tvåvingeart som beskrevs av Fedotova och Vasily S. Sidorenko 2005. Pallidepidosis adunca ingår i släktet Pallidepidosis och familjen gallmyggor. Inga underarter finns listade i Catalogue of Life.